# Provirus
Un provirus és un virus que ja ha integrat el seu material genètic en l'ADN de l'hostatger. Si es tracta d'un retrovirus, per haver fet això ha d'haver transcrit abans el seu ARN a ADN amb la transcriptasa inversa i aleshores ser inserit en el genoma de l'hostatger, amb una integrasa. Si es tracta de fags, llavors es parla de probaceriòfag o pròfag.
El provirus no està actiu mentre està integrat al genoma de l'hostatger. Però, s'està replicant passivament, conjuntament amb el genoma de l'hostatger, de tal manera que, les noves cèl·lues que estan creant-se ja duen incorporades el provirus en els seus genomes. Eventualment, degut a canvis en algunes condicions de l'entorn de l'hostatger, el provirus s'escindeix a si mateix del genoma i reprèn la seua activitat com a virus (abandona el cicle lisogènic i entra en cicle lític). El resultat és la destrucció de l'hostatger, ja que els mecanismes de síntesi de proteínes estan "segrestats" per produir més virus.
Un exemple de virus humà que actua d'aquesta manera, és l'herpes.
Els provirus no estan innactius, sinó que tenen un metabolisme enrevessat que els permet de regular si segueixen en fase lisogènica.